# Aetideus mexicanus
Aetideus mexicanus är en kräftdjursart som beskrevs av Mungo Park 1974. Aetideus mexicanus ingår i släktet Aetideus och familjen Aetideidae. Inga underarter finns listade i Catalogue of Life.